# Ајрис
Ајрис (енгл. Iris) је биографска драма о животу британске списатељице Ајрис Мердок. Џим Бродбент је за своју изведбу награђен Златним глобусом и Оскаром за најбољег споредног глумца. Кејт Винслет је била номинована за исте награде у женској категорији, као и Џуди Денч, али за глумицу у главној улози. Она је пак награђена BAFTA наградом за најбољу главну глумицу. Филм је снимљен по причи Џона Бејлија.

## Радња
Млад и наиван професор Оксфордског универзитета, Џон Бејли, упознаје слободоумну и виспрену Ајрис, која је притом писац са каријером у наглом успону. Иако потпуно различити, њих двоје се заљубљују једно у друго и венчавају. Она је наставила да пише романе и да живи слободно као и пре, а он се годинама навикавао на њен колерични темперамент. Много година касније, Ајрис добија Алцхајмерову болест те живот са њом постаје неподношљив. Џон се бори са идејом да је смести у једну установу јер је и даље жели поред себе. На први поглед ради освете, јер је коначно она постала слабија половина, али и зато што је воли, истим интензитетом као пре неколико деценија. Све ће бити много лакше и боље, када га Ајрис, упркос болести која је узела маха, препозна и каже му да га воли.

## Улоге
| Глумац          | Улога        |
| --------------- | ------------ |
| Џуди Денч       | Ајрис Мердок |
| Џим Бродбент    | Џон Бејли    |
| Кејт Винслет    | млада Ајрис  |
| Хју Боневил     | млади Џон    |
| Пенелопе Вилтон | Џенет Стоун  |
| Тимоти Вест     | Морис        |
| Самјуел Вест    | млади Морис  |